# Dekanat Bralin
Dekanat Bralin – jeden z 33 dekanatów w rzymskokatolickiej diecezji kaliskiej.

## Parafie
W skład dekanatu wchodzi 6 parafii:
- parafia św. Anny – Bralin
- parafia św. Idziego – Domasłów
- parafia Świętej Trójcy – Nowa Wieś Książęca
- parafia św. Andrzeja Apostoła – Słupia pod Bralinem
- parafia Najświętszej Maryi Panny Wniebowziętej – Trębaczów
- parafia Dziesięciu Tysięcy Męczenników – Turkowy

## Sąsiednie dekanaty
Kępno, Ostrzeszów, Syców, Trzcinica, Namysłów wschód (archidiec. wrocławska)